# Místico II
 (décembre 2022).
Carlos Muñoz González (né le 10 août 1992 à Tala, Jalisco) est un luchador (lutteur professionnel) mexicain qui est actuellement sous contrat avec le Consejo Mundial de Lucha Libre. Il est connu pour son parcours au sein de cette fédération où il combat sous le nom de Dragon Lee. En 2012, il reprend le nom de Místico, après le départ de Místico vers la WWE. Au cours de sa carrière, il a été deux fois champion par équipe de trois et une fois champion des poids-welter de la CMLL.

## Carrière

### Circuit indépendant (2007-...)
Il fait ses débuts sur un ring lors d'un show à Pachuca en janvier 2007 où il affronte Académico et El Topo dans un match par équipe avec Lalo Guerra.

### Consejo Mundial de Lucha Libre (2010-2021)

#### Dragon Lee (2010-2012)
Il débute au Consejo Mundial de Lucha Libre (CMLL) en remportant un concours de culturisme fin novembre 2010 dans la catégorie des débutants.
Il fait équipe avec Volador Jr. durant le tournoi Gran Alternativa.

#### Místico (2012-2021)

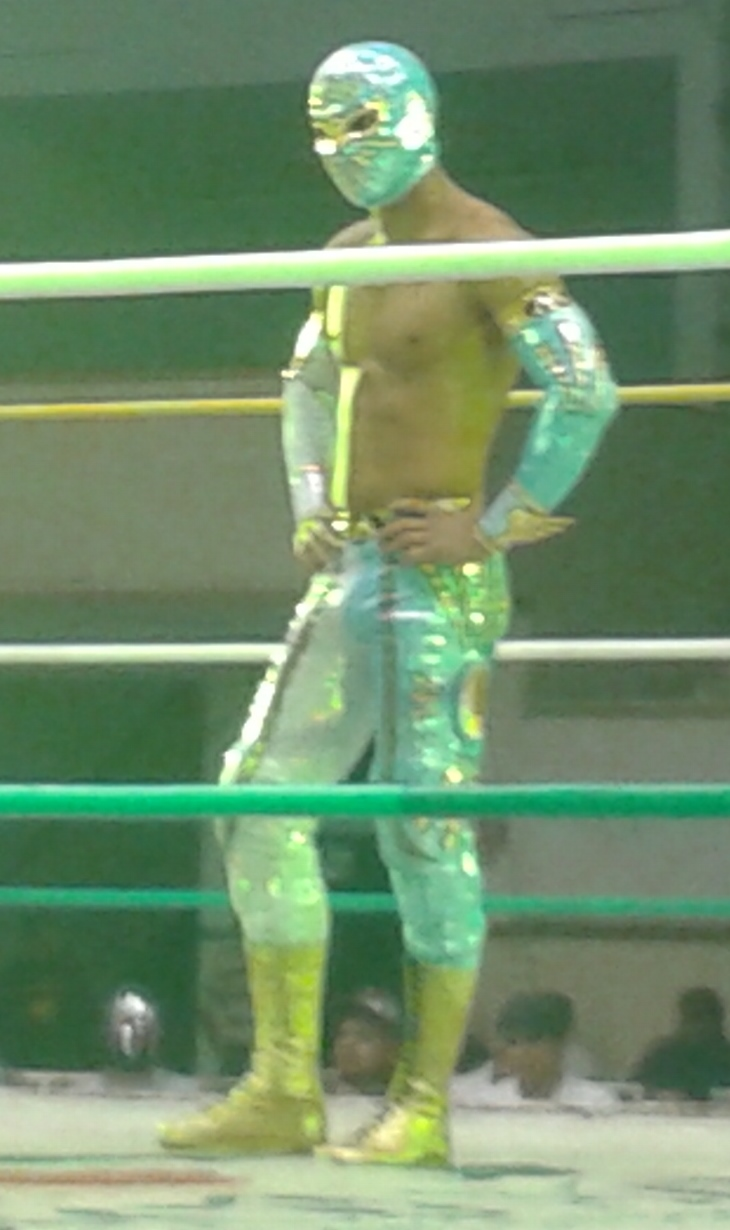
Místico en Mai 2013

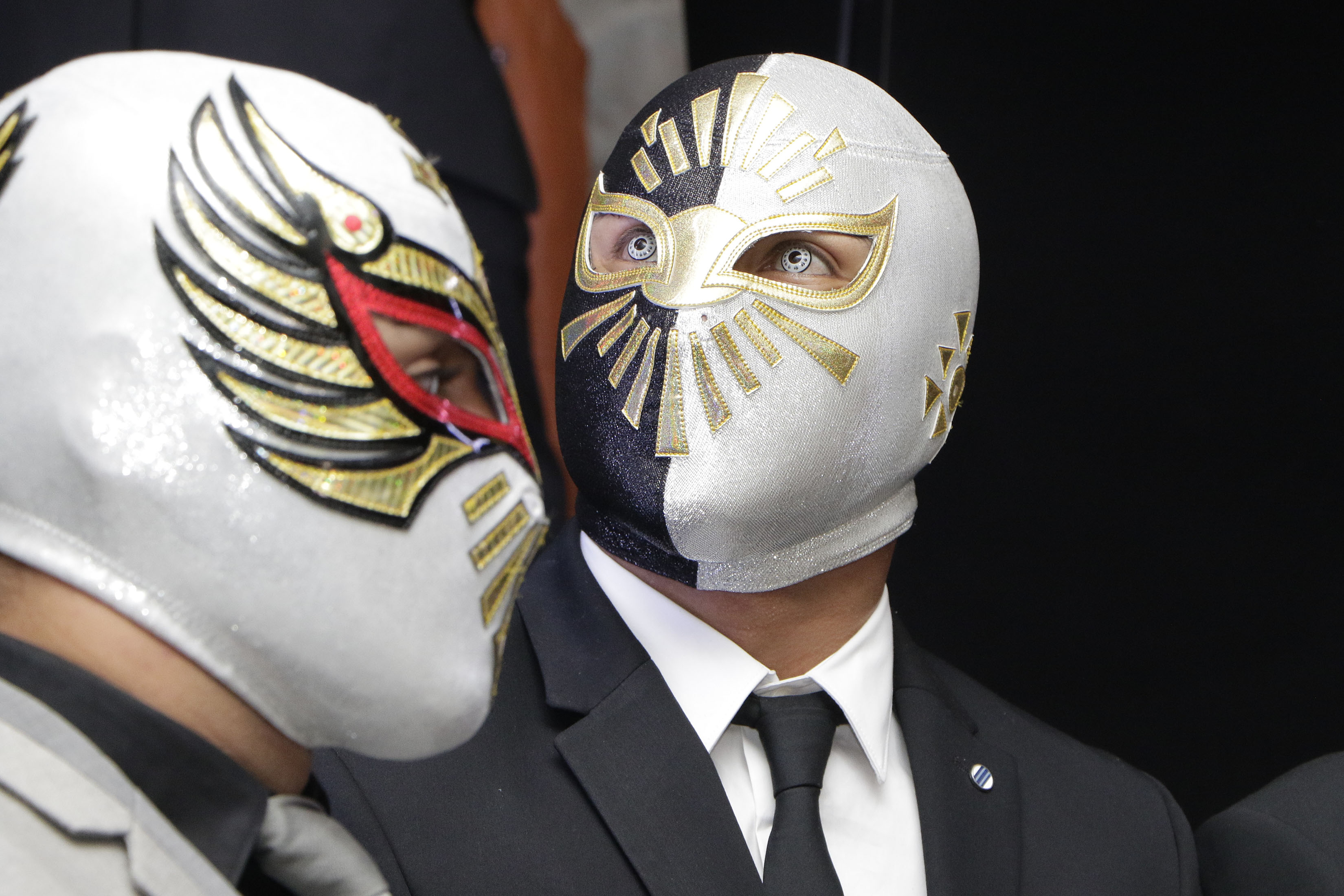
le Místico Original (à gauche) et l'actuel Místico (à droite)

En juin 2012, le CMLL annonce que Dragon Lee change de nom de ring pour celui de Místico. Ce nom de ring ayant été porté précédemment par un catcheur célèbre, c'est Fray Tormenta, le propriétaire du CMLL, qui lui remet son nouveau masque.
Pendant les six semaines suivantes, Místico fait une tournée publicitaire pour promouvoir la "nouvelle ère" à venir de Místico,,.
Pour son premier match sous son nouveau masque le 3 août, il remporte avec Ángel de Oro et El Valiente un match par équipe face à Mephisto, Ephesto et Euforia.
Le 12 novembre, La New Japan Pro Wrestling annonce qu'il fera ses débuts au japon durant la tournée Fantastica Mania 2013 en janvier 2013.
Le 26 avril, il perd contre Averno et ne remporte pas le Mexican National Welterweight Championship.
En mai, il s'associe à Máscara Dorada et Valiente pour former le clan Los Estetas del Aire, avec les trois premiers masques identiques, contenant des éléments du masque de chaque membre du groupe,,. Le 12 mai, il est dépouillé du LLA Azteca Championship après que son Three-Way Match contre La Sombra et Volador Jr. se soit terminé sans vainqueur au bout de trente minutes. Le 9 juin, lui, Máscara Dorada et Valiente participent à un tournoi pour déterminer les nouveaux CMLL World Trios Champions. Ils battent d'abord Los Invasores (M. Águila, Psicosis et Volador Jr.) en quarts de finale, puis TRT (Rey Bucanero, El Terrible et Tiger) en demi-finale pour se qualifier pour la finale du tournoi de la semaine suivante.
Le 2 mai, il est impliqué dans un accident de moto dans lequel il s'est cassé le péroné et le tibia de sa jambe droite, le forçant à subir une intervention chirurgicale le lendemain,. Au cours d'une conférence de presse le 19 novembre, il annonce qu'il n'est pas prêt à revenir sur le ring et rend vacant le CMLL World Welterweight Championship.
Le 13 janvier 2015, il retourne sur le ring lors de la première journée de la tournée Fantastica Mania 2015 à Osaka, au Japon. Il fait équipe avec Jushin Thunder Liger dans un match par équipe, où ils ont été vaincus par Gedo et Pólvora.Il continue ensuite à affronter Pólvora durant le reste de la tournée.

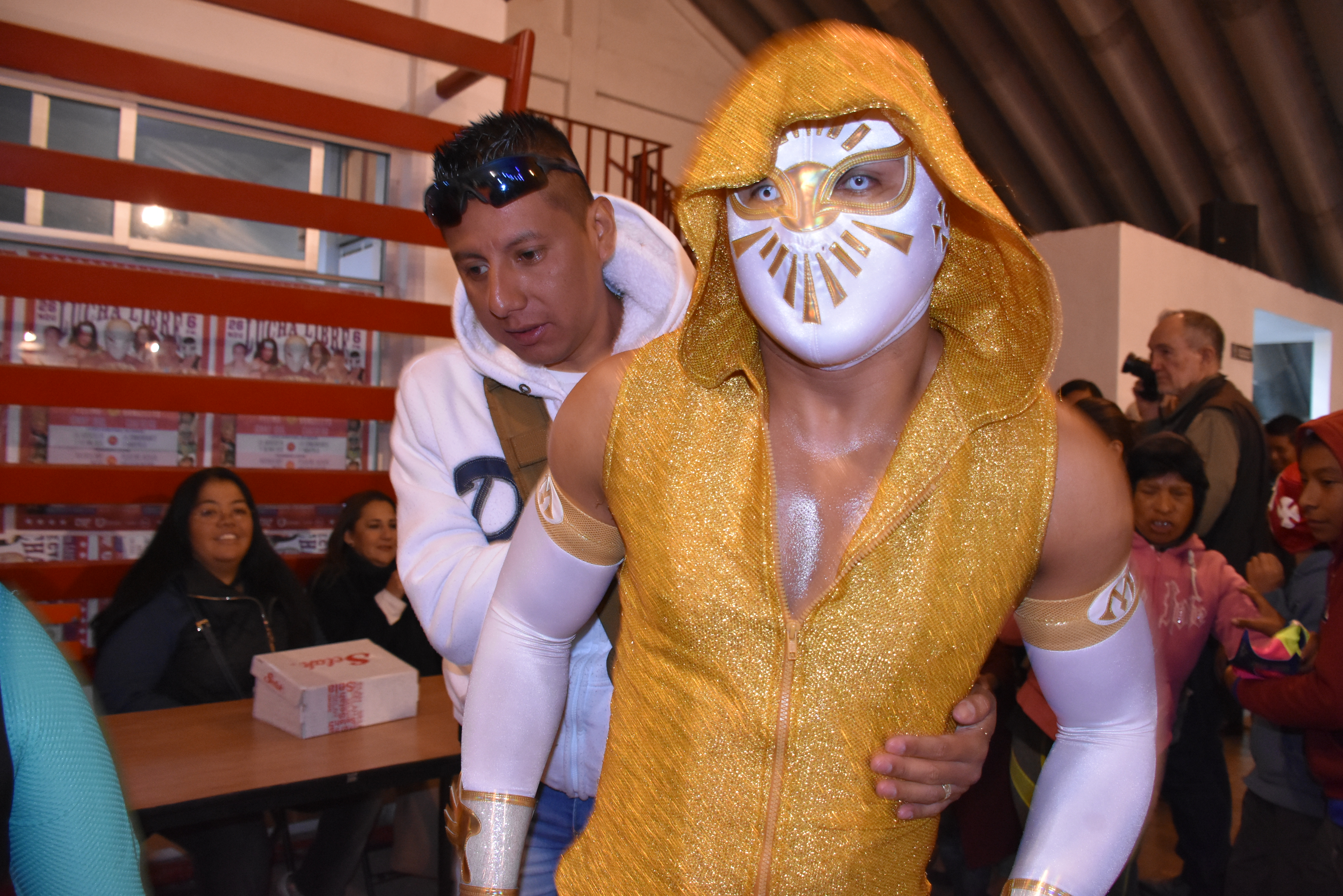
Místico en route vers le ring pour un match

Lors de son retour au Mexique, il forme un nouveau clan nommée Sky Team avec Valiente et Volador Jr.. Le 13 février, ils battent Los Guerreros Laguneros (Euforia, Niebla Roja et Último Guerrero) et remportent les CMLL World Trios Championship.
De retour à la CMLL, lui et Mephisto remportent le Torneo Increíble de Parejas 2016 quand ils battent Carístico (le Místico original) et Cibernético en finale le 29 avril.
Lors de la dernière nuit de ROH War of the Worlds UK 2017, lui, Kushida, et Titán perdent contre Los Ingobernables de Japón (Bushi, Sanada et Tetsuya Naitō).

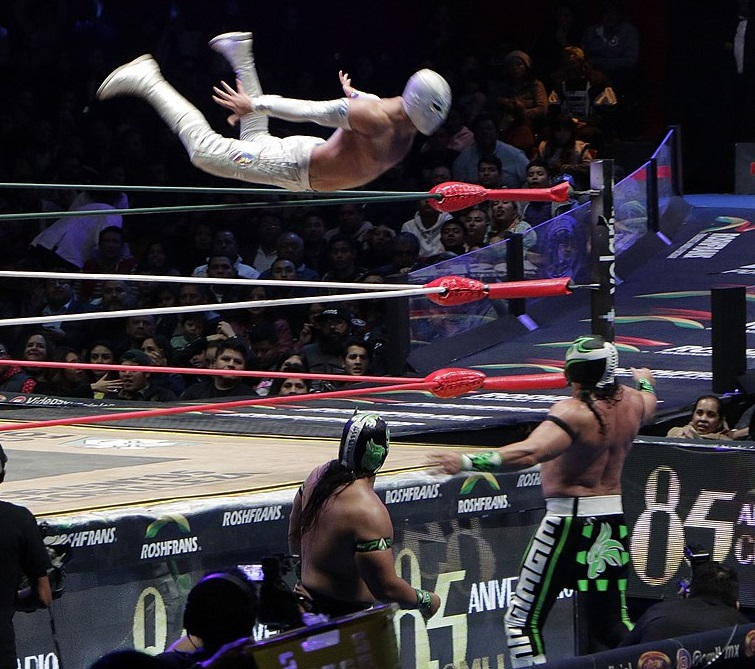
Místico effectuant un Dive en dehors du ring en Novembre 2018

En janvier 2018, lui et Dragon Lee unissent leurs forces pour participer au Brothers Tag Tournament 2018 de la CMLL lors de la tournée Fantastica Mania 2018. Les frères Muñoz battent El Cuatrero et Sansón au premier tour, mais perdent contre Último Guerrero et Gran Guerrero en finale.
Le 25 août 2021, il annonce son départ de la promotion après onze ans, et sera connu sous le nom de Dralístico à l'avenir (une association de ses précédents noms de ring).

### Lucha Libre AAA Worldwide (2021-...)
Le 4 septembre 2021, il a été annoncé que Dralístico avait rejoint La Facción Ingobernable, aux côtés de son père et de ses frères. Lors de Héroes Inmortales XIV, il effectue ces débuts à la Lucha Libre AAA Worldwide avec Dragon Lee pour confronter The Lucha Brothers (Pentagón Jr. et Fénix) et les défier pour leurs AAA World Tag Team Championship. Lors de Triplemania Regia 2021, lui et Dragon Lee battent Laredo Kid et Willie Mack.
Lors de TripleMania XXX: Tijuana, ils battent Johnny Hardy et Matt Hardy. Lors de Noche de Campeones, ils battent FTR et remportent les AAA World Tag Team Championship.

### All Elite Wrestling (2022-...)
Le 23 décembre 2022 à Rampage, il effectue ces débuts en faisant équipe avec ces coéquipiers de la La Facción Ingobernable (Preston Vance et Rush) dans un Three Kings Christmas Casino Trios Battle Royal Match qu'ils perdent au profit de AR Fox et Top Flight (Dante Martin et Darius Martin).

## Palmarès
- Consejo Mundial de Lucha Libre
  - 1 fois CMLL World Welterweight Championship[36]
  - 1 fois CMLL World Tag Team Championship avec Carístico
  - 2 fois CMLL World Trios Championship avec Valiente et Máscara Dorada (1) et Valiente et Volador Jr. (1)[36]
  - CMLL Bodybuilding Contest – Beginners (2010)
  - CMLL La Sangre Nueva 2012[2]
  - Copa 60 Aniversario de la Arena Puebla (2013)[37]

- Lucha Libre AAA Worldwide
  - 1 fois AAA World Tag Team Championship avec Dragon Lee

- Lucha Libre Azteca
  - 1 fois LLA Azteca Championship[36]

- New Japan Pro-Wrestling
  - Torneo de Parejas Familiares (2019) avec Dragon Lee[38]

## Récompenses des magazines
- Pro Wrestling Illustrated

| Année | 2013 | 2014 | 2015 à 2017 | 2018 | 2019 | 2020 | 2021 | 2022 | 2023 |
| ----- | ---- | ---- | ----------- | ---- | ---- | ---- | ---- | ---- | ---- |
| Rang  | 183  | 245  | Non classé  | 209  | 182  | 274  | 119  | 218  | 190  |